# District de Kawkareik
Le district de Kawkareik est un district dans l'État Karen ou État de Kayin.

## Composition
Il est composé des townships de Kawkareik et de Kyain Seikgyi.
Le district comprend cinq villes : 
- Kawkareik
- Kyainseikgyi
- Kyondoe
- Payathonzu
- Kyeikdon

Il comprend aussi 552 villages (dont Kale), et en 2014 sa population était de plus de 475 000 personnes.